# Ivan Radovanović
Ivan Radovanović (Belgrado, 29 de agosto de 1988) é um futebolista profissional sérvio que atua como meio-campo. Atualmente, joga pelo clube italiano Salernitana.

## Carreira

### Partizan
Radovanovic começou nas categorias de base do Partizan, atuando de 2001 a 2006. ele se profissionalizou em 2006 na equipe de Belgrado. e na temporada seguinte foi emprestado ao Smederevo para ganhar experiência, na temporada de 2007.

### Atalanta
No regresso ao Partizan, logo veio um interesse na equipe bergamasca, a Atalanta o contratou para a temporada 2008.

### Chievo
Ivan Radovanović se transferiu para a equipe do vêneto, em 2013.

### Genoa
Ivan Radovanović se transferiu para o Rossoblu, em 2019.

### Salernitana
Mais recentemente, Ivan Radovanović se transferiu para a equipe de Salerno, em 2022.

## Seleção Sérvia
Ele fez sua estreia no esquadrão nacional em 2010, em um amistoso contra a Bulgária.